# Adolf Lier

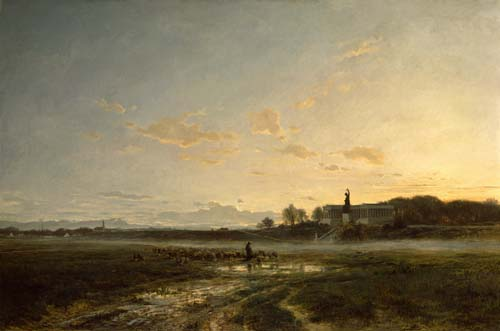
Die Theresienwiese av Lier (1882).

Adolf Heinrich Lier, född 21 maj 1826, död 30 september 1882, var en tysk målare.
Lier var elev till Richard Zimmermann och Jules Dupré. Han målade företrädes motiv från trakten kring München i litet format med en från fransk skola hämtad realism och intimitet, ofta med starkt stämningsinnehåll. Lier blev i denna genre den banbrytande mästare i Tyskland: hans verk återfinns bland annat på museerna i Berlin, München, Dresden och Leipzig.